# Крючково (Ленинградская область)
Крючково — деревня в Горском сельском поселении Тихвинского района Ленинградской области.

## История
На семитопографической карте Новгородской губернии 1847 года упоминается деревня Крючкова.

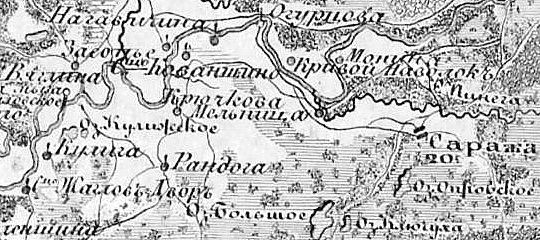
Деревня Крючково на карте 1847 года

КРЮЧКОВО — деревня Крючковского общества, Пашекожельского прихода. Река Паша.

Крестьянских дворов — 9. Строений — 32, в том числе жилых — 19. Школа. 

Число жителей по семейным спискам 1879 г.: 31 м. п., 30 ж. п.; по приходским сведениям 1879 г.: 28 м. п., 28 ж. п.

Сборник Центрального статистического комитета описывал её так:

КРЮЧКОВА — деревня бывшая государственная при реке Паша, дворов — 17, жителей — 65; Часовня, школа. (1885 год)

В конце XIX века деревня относилась к Новинской волости 2-го стана, в начале XX века — к Новинской волости 1-го земского участка 1-го стана Тихвинского уезда Новгородской губернии.
В начале XX века близ деревни находились 7 сопок высотой от 1 до 2½ аршин.

КРЮЧКОВО — деревня Крючковского общества, дворов — 15, жилых домов — 18, число жителей: 35 м. п., 41 ж. п.
 
Занятия жителей — земледелие, лесные заработки. Земский тракт. Река Паша. Часовня, министерская 2-х классная школа, мелочная лавка, кожевенный завод. (1910 год)

С 1917 по 1918 год деревня Крючково входила в состав Новинской волости Тихвинского уезда Новгородской губернии. 
С 1918 года в составе Череповецкой губернии.
С 1924 года в составе Прогальской волости.
С 1927 года в составе Новинского сельсовета Тихвинского района.
В 1928 году население деревни Крючково составляло 212 человек.
Согласно карте Ленинградской области Северо-западного аэрогеодезического треста ГГУ издания 1932 года деревня насчитывала 5 крестьянских дворов.
По данным 1933 года деревня Крючково входила в состав Новинского сельсовета.
В 1958 году население деревни Крючково составляло 38 человек.
С 1963 года в составе Горского сельсовета.
По данным 1966, 1973 и 1990 годов деревня Крючково также входила в состав Горского сельсовета.
В 1997 году в деревне Крючково Горской волости проживал 1 человек, в 2002 году — 6 человек (все русские).
В 2007 году в деревне Крючково Горского СП проживали 3 человека, в 2010 году — 5.

## География
Деревня расположена в центральной части района на автодороге 41К-899 (Горка — Крючково).
Расстояние до административного центра поселения — 6 км.
Расстояние до ближайшей железнодорожной станции Тихвин — 29 км.
Деревня находится на левом берегу реки Паша.

## Демография
| 1879 | 1885 | 1910 | 1928 | 1958 | 1997 | 2002 |
| ---- | ---- | ---- | ---- | ---- | ---- | ---- |
| 61   | ↗65  | ↗76  | ↗212 | ↘38  | ↘1   | ↗6   |
| 2007 | 2010 | 2017 |      |      |      |      |
| ↘3   | ↗5   | ↘3   |      |      |      |      |

### Национальный состав
Согласно данным Всероссийской переписи населения 2021 года в деревне проживали 4 человека, все русские.

## Улицы
Центральная.